# 泉州公交25路
泉州公交25路是中华人民共和国泉州市境内的一条公共交通线路，全程14.1公里。起讫点为华大街道办事处至江南老年颐乐园，运营时间为华大街道办事处：6:00-18:00；江南老年颐乐园：6:45-19:00

## 历史
- 2000年1月12日，泉州公交发展有限公司（公交集团前身）开通25路。初期运营区间为新埔（地质队）-游乐园。初期运营时间为6:26-17:46。使用车辆为15部华夏AC6750Q型汽油无空调公交车[1]
- 2004年7月1日，25路自新埔延伸至城东社区始发终到[2]
- 2005年5月15日，25路启用无人售票制度，票价不变[3]
- 2006年9月1日，25路接手并更换自30路退下的14部亚星JS6700H型柴油无空调客车
- 2007年12月31日，25路更换为15部恒通CKZ6858NB型CNG无空调客车[4]
- 2008年2月15日，因火炬路施工的需要，25路取消途经兴贤路、火炬路，改为途经井美街、南环路
- 2010年11月，25路更换为13部福达FZ6890UF3G3型柴油空调公交车
- 2012年5月20日，25路自该日起取消途经堤后路、笋江路、兴贤路、火炬街、常兴路，改为途经江滨路、南迎宾大道、南环路、乌石路至万祥汽车站始发终到[5][6]
- 2013年4月，因43（现K2路）开通，三分公司（现更名为洛江公司）调拨25路5部加入43路。25路配车降至8部
- 2015年5月5日，25路自万祥汽车站经由池峰路延伸至江南老人颐乐园始发终到[7][8]
- 2015年9月20日，25路自南埔工业区经由华园北路、城环路延伸至华大街道办事处始发终到[9]
- 2016年6月，为给K503路增加运能，泉州公交划拨25路3部福达FZ6890UF3G3至703路、K503路。25路配车降至5部
- 2016年12月，25路接手并增加自45路退下的2部FZ6890UF3G3
- 2017年7月20日，25路票价由分段计价¥2.0降为一票制¥1.0[10][11]
- 2018年5月25日，25路全线更换为5部大金龙XMQ6802AGBEVL2型空调电动巴士，原有FZ6890UF3G3封存报废
- 2022年3月16日，因疫情防控要求暂停中心市区范围内所有公交线路运营。25路自当日首班起暂停运营至4月15日。[12]
- 2022年4月16日，25路恢复运营，运营时间临时调整为华大街道办事处7:30-17:00、江南老年颐乐园7:30-18:10。[13]
- 2022年4月18日，25路运营时间恢复为华大街道办事处6:00-18:00、江南老年颐乐园6:45-19:00[14]
- 2022年4月22日，受南埔山片区拆迁改造影响，25路自该日起临时取消途径新埔街南埔工业区、新埔二站，改为途径毓才街至地质大队站后原线行驶，其它不变。
- 2022年8月5日，25路自该日起双向增停南华路口站，并单向增停明日广场站。取消停靠新埔、南埔工业区、华园北路、仕公岭等站。[15]
- 2022年12月7日，受蓬莱路改造施工影响，25路临时取消途径蓬莱路、毓兴街、改为途径城华南路、华园路。
- 2023年9月14日，25路恢复途径蓬莱路、毓兴街。
- 2024年1月11日，因百源路污水管道封闭施工影响，25路自该日起取消途径百源路。改为途径涂门街、温陵北路、九一街至承天寺站后原线行驶，其它不变。[16]
- 2024年2月6日，25路恢复途径百源路，取消途径涂门街、温陵北路、九一街。
- 2024年7月5日，因新门-涂门街污水干管建设工程施工。25路自该日双向临时取消途径新门街头、涂门街、百源路。改为途径壕沟墘、庄府巷、打锡街至承天寺站后原线行驶，并双向增停鲤城区政府、九一街、温陵路中段等站，其它不变。[17]
- 2025年1月6日，25路恢复途径新门街头、涂门街、百源路。取消途径壕沟墘、庄府巷、打锡街。[18]

## 站点
| 路线 | 路线 | 路线 | 所在地区、街道 | 所在地区、街道          | 站点名             | 备注                  |
| ---- | ---- | ---- | -------------- | ----------------------- | ------------------ | --------------------- |
|      |      |      | 丰泽区         | 花港路                  | 华大街道办事处     |                       |
|      |      |      | 丰泽区         | 花港路                  | 泉州市特殊教育学校 | ↓ 原名 泉州盲聋哑学校 |
|      |      |      | 丰泽区         | 华园北路                | 泉州市特殊教育学校 | ↑ 原名 泉州盲聋哑学校 |
|      |      |      | 丰泽区         | 毓兴街                  | 南华路口           |                       |
|      |      |      | 丰泽区         | 蓬莱路                  | 地质大队           |                       |
|      |      |      | 丰泽区         | 城华北路 （北迎宾大道） | 明日广场           | ↑                     |
|      |      |      | 丰泽区         | 东湖街                  | 坪山路口           |                       |
|      |      |      | 丰泽区         | 东湖街                  | 圣墓               |                       |
|      |      |      | 丰泽区         | 东湖街                  | 侨乡体育馆         | 泉州海外交通史博物馆  |
|      |      |      | 丰泽区         | 东湖街                  | 泉州华侨历史博物馆 | 原名 东湖影院         |
|      |      |      | 鲤城区         | 东街                    | 东门               |                       |
|      |      |      | 鲤城区         | 东街                    | 泉州一院           |                       |
|      |      |      | 鲤城区         | 南俊路                  | 承天寺             |                       |
|      |      |      | 鲤城区         | 百源路                  | 百源路             |                       |
|      |      |      | 鲤城区         | 涂门街                  | 府文庙             |                       |
|      |      |      | 鲤城区         | 新门街                  | 新门街头           |                       |
|      |      |      | 鲤城区         | 新门街                  | 新门菜市           |                       |
|      |      |      | 鲤城区         | 新华南路                | 芳草园             |                       |
|      |      |      | 鲤城区         | 新华南路                | 新华桥             |                       |
|      |      |      | 鲤城区         | 新华南路                | 金山北区           |                       |
|      |      |      | 鲤城区         | 新华南路                | 新华南路           |                       |
|      |      |      | 鲤城区         | 江滨北路                | 金山水闸           |                       |
|      |      |      | 鲤城区         | 顺济新桥                | 朵莲寺             |                       |
|      |      |      | 鲤城区         | 南环路                  | 火炬工业区路口     |                       |
|      |      |      | 鲤城区         | 南环路                  | 国防教育中心       |                       |
|      |      |      | 鲤城区         | 乌石路                  | 万祥汽车站         |                       |
|      |      |      | 鲤城区         | 南渠路                  | 亭店街尾           |                       |
|      |      |      | 鲤城区         | 亭店北街                | 江南老年颐乐园     | 起讫站                |

## 票价
25路计价方式为一票制，全程票价¥1.0。其中：
- 泉通卡普通卡9折，月票卡、敬老卡、爱心卡优惠功能有效
- 可使用泉城通APP及支付宝、云闪付、微信乘车码支付

## 配车
25路配车数总计5部，其中：
- 大金龙XMQ6802AGBEVL2  5部

- 福达FZ6890UF3G3
（2010.11 - 2018.5）
- 大金龙XMQ6802AGBEVL2
（2018.5 - ）

## 相关
- 泉州公交线路列表